# Topólka (gromada)
Topólka – dawna gromada, czyli najmniejsza jednostka podziału terytorialnego Polskiej Rzeczypospolitej Ludowej w latach 1954–1972.
Gromady, z gromadzkimi radami narodowymi (GRN) jako organami władzy najniższego stopnia na wsi, funkcjonowały od reformy reorganizującej administrację wiejską przeprowadzonej jesienią 1954 do momentu ich zniesienia z dniem 1 stycznia 1973, tym samym wypierając organizację gminną w latach 1954–1972.
Gromadę Topólka z siedzibą GRN w Topólce utworzono – jako jedną z 8759 gromad na obszarze Polski – w powiecie aleksandrowskim w woj. bydgoskim, na mocy uchwały nr 24/1 WRN w Bydgoszczy z dnia 5 października 1954. W skład jednostki weszły obszary dotychczasowych gromad Czamaninek, Dębianki, Głuszynek, Bielki, Borek, Rybiny, Świerczyn, Topólka, Znaniewo i Michałówek oraz miejscowość Chalno kolonia z dotychczasowej gromady Chalno ze zniesionej gminy Czamanin w tymże powiecie. Dla gromady ustalono 25 członków gromadzkiej rady narodowej.
1 stycznia 1956 gromada weszła w skład nowo utworzonego powiatu radziejowskiego w tymże województwie.
31 grudnia 1959 do gromady Topólka włączono wsie Gawroniec i Świerczynek, miejscowości Paniewo Poduchowne, Paniewek Poduchowny, Sadług Kolonia, Sadług Parcele, Sadług Folwark, Świerczynek A i Świerczynek B, folwark Świerczynek oraz osady Stanisławowo i Sierakówek ze zniesionej gromady Paniewo w tymże powiecie.
1 stycznia 1969 do gromady Topólka włączono obszar zniesionej gromady Kamieniec w tymże powiecie.
1 stycznia 1972 do gromady Topólka włączono sołectwa Orle, Sierakowy i Wyrobki ze zniesionej gromady Bycz oraz sołectwa Sadłużek i Torzewo ze zniesionej gromady Witowo w tymże powiecie.
Gromada przetrwała do końca 1972 roku, czyli do kolejnej reformy gminnej. 1 stycznia 1973 w powiecie radziejowskim utworzono gminę Topólka.